# Chisocheton velutinus
Chisocheton velutinus là một loài thực vật có hoa trong họ Meliaceae. Loài này được Mabb. mô tả khoa học đầu tiên năm 2003.